# 物理学の哲学
物理学の哲学（ぶつりがくのてつがく、英語：philosophy of physics）は、近代物理学の基礎的、哲学的な問題を扱う科学哲学の一分野である。主なトピックとしては以下のようなものがある。
- 時間と空間の本質 (時空の哲学の項を参照)[4][5][6]
- 量子力学の解釈[7][8][9]
- 統計力学の基礎[10]
- 因果性
- 決定論[11]
- 物理的な法則の本質

かつてはこれらの問題のいくつかは形而上学において研究されていた（時間の実在性、因果性や決定論など）。現在でもそうした哲学的なアプローチは存在するが、物理学の知見をふまえ、物理理論の哲学的解釈という形をとることでより詳細で地に足のついた議論が可能となっている。